# Sans regrets
 (mars 2018).
Si vous disposez d'ouvrages ou d'articles de référence ou si vous connaissez des sites web de qualité traitant du thème abordé ici, merci de compléter l'article en donnant les références utiles à sa vérifiabilité et en les liant à la section « Notes et références ».
Albums de Véronique Sanson
Symphonique Sanson Zénith 93
Sans regrets est le dixième album studio de la chanteuse Véronique Sanson. Cet album a été certifié disque de platine en 1993 pour plus de 300 000 exemplaires vendus en France. Il s'est vendu à plus de 450 000 exemplaires.
Paroles et musique de Véronique Sanson, excepté : 
Mon Voisin : Paroles de Violaine Sanson - Musique de Véronique Sanson.
Rien que de l'eau : Paroles de Véronique Sanson et Bernard Swell - Musique de Bernard Swell (adaptation de la chanson I Wanna Know de Swell).

## Titres
| No  | Titre                     | Durée |
| --- | ------------------------- | ----- |
| 1.  | Sans regrets              | 5:22  |
| 2.  | Louise                    | 5:41  |
| 3.  | Mon voisin (1)            | 3:25  |
| 4.  | Rien que de l'eau         | 4:34  |
| 5.  | Les Hommes                | 4:51  |
| 6.  | Jusqu'à la tombée du jour | 3:49  |
| 7.  | Odeur de neige            | 4:13  |
| 8.  | Le Feu du ciel            | 5:29  |
| 9.  | Visiteur et voyageur      | 4:27  |
| 10. | Panne de cœur             | 2:48  |
| 11. | Mon voisin (2)            | 5:30  |

## Singles
- Rien que de l'eau/Jusqu'à la tombée du jour - 1992 (n°6 France)
- Panne de cœur/Les Hommes - 1992 (n°46 France)
- Mon voisin (1)/ Mon voisin (2) - 1993
- Odeur de neige/Visiteur et voyageur - (single promo) 1993
- Sans regrets/Louise - (single promo) 1993

## Musiciens
- Arrangements & Direction musicale : Hervé Le Duc
- Basses : Leland Sklar
- Batteries : Carlos Vega, Chester Thompson
- Claviers, Pianos & Programmations : Hervé Le Duc
- Guitares : Michael Thompson
- Cuivres : The Memphis Horns
- Saxophone : Vince Denham
- Synthés additionnels : Larry Cohn
- Karen Briggs : Violon
- Chœurs : The Wild Clams, Willy Andersen